# Bundesstraße 20
Pour les articles homonymes, voir B20 et Route 20.
La Bundesstraße 20 (abrégé en B 20) est une Bundesstraße reliant Königssee à la frontière tchèque, près de Furth im Wald.

## Localités traversées
- Königssee
- Berchtesgaden
- Bischofswiesen
- Bad Reichenhall
- Freilassing
- Laufen
- Tittmoning
- Burghausen
- Marktl
- Eggenfelden
- Simbach
- Landau an der Isar
- Aiterhofen
- Ascha
- Cham
- Furth im Wald